# Keizer (raper)
Keizer, znany również jako Rozelsky Lie A Jen (ur. 6 czerwca 1987 r. w Paramaribo) – holenderski raper pochodzący z Surinam. Jego najbardziej znanymi utworami są "Mama Sorry", "Keizer, Koning, Admiraal" i "Hoe ze loopt". Aktualnie wydaje płyty w ramach kontraktu z wytwórnią Nindo.

## Życiorys

### Kariera
Keizer zaczął słuchać rapu w wieku 15 lat. Pierwszymi raperami, z którymi się zetknął byli 2Pac oraz The Notorious B.I.G. Jego debiutancki singiel nosił nazwę "Hit Em Up". Po jego stworzeniu postanowił kontynuować karierę pisząc teksty. W 2004 roku Keizer razem z BombeBoyem, LLoydStarem oraz jego siostrzeńcem o pseudonimie Roots założyli grupę raperską zwaną Blackside. Nagrali dwa klipy - Je Voelt‘t i The Anthem. Grupa ta oficjalnie nadal istnieje, lecz nie wydaje żadnych utworów. Keizer brał również udział w Rap Battle w 2005 i 2006 roku, w których wygrał. Keizer wygrał również w Summerjam (MC-Battle) podczas tournée w Leiden.

### Blacklabel Music i Deepsound Music
W 2008 roku postanowił rozpocząć karierę solisty. Wkrótce po tym udało mu się podpisać kontrakt z wytwórnią Blacklabel Music razem z Nino. Po sześciu miesiącach od podpisania kontraktu, Keizer odszedł z wytwórni, ponieważ ta poświęcała mu za mało czasu. Zaraz po tym wydarzeniu, Keizer podpisał kontrakt z Deepsound Music. Dzięki wytwórni stworzył swój pierwszy mixtape zatytułowany Straategisch. Jednakże Keizer popadł w konflikt z wytwórnią, przez co po raz kolejny zerwał kontrakt.

### Nindo
W 2009 roku Keizer podpisał kontrakt z wytwórnią Nindo. Od tamtej pory zajął się pracą nad webtapem pt. De Oorzaak deel II oraz albumem Karma, który zostanie wydany w III kwartale 2013 roku. 
Webtape jest darmowym zbiorem całej twórczości Keizer'a. Każdą z jego piosenek, można było pobrać oddzielne na specjalnie stworzonej do tego stronie. Keizer nagrał również trzy videotapy - "Keizer, Koning, Admiraal", "Hoe ze Loopt" i "#NietHaten". Również w tym roku wygrał State Award, 101 Barz za najlepszą sesję oraz MTF Awards za najlepszą twórczość w danym roku. Ali-B i Kaizer nagrali wspólny utwór, który trafił na holenderską listę Top 50.

## Wyróżnienia, nagrody i nominacje
| Rok  | Nagroda                             | Kategoria      |  |
| ---- | ----------------------------------- | -------------- |  |
| 2005 | Summerjam MC Battle Toernooi Leiden | Zwycięzca      |  |
| 2006 | Summerjam MC Battle Toernooi Leiden | Zwycięzca      |  |
| 2010 | State Award                         | 101 Barz Award |  |
| 2011 | TMF Awards                          | Pure Award     |  |

## Dyskografia

### Mixtape: Straategisch
- Keizer - Salute
- Keizer - Billy The Kid
- Keizer - Lastig
- Keizer - Nice
- Keizer - Kapsones
- Keizer - Wie Is De Baas
- Keizer - Ze Kennen Me Niet
- Keizer - Hoe Ze Doet
- Keizer - Mama Sorry (akoestisch)
- Keizer - Straategisch

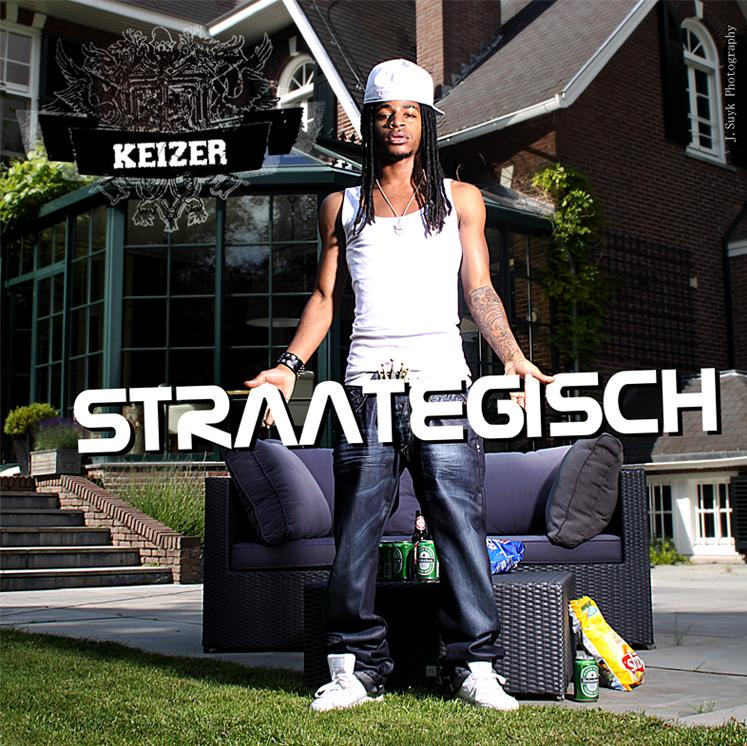
Straategisch

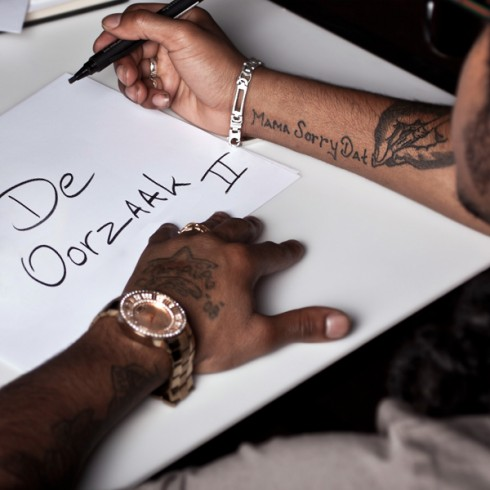
De Oorzaak deel II

- Keizer - Laat maar zitten feat. Leo & Negativ (bonus)

### Webtape: De Oorzaak deel II
- Keizer - Keizer, Koning, Admiraal
- Keizer - Baas Baby
- Keizer ft. Negativ - Dieper dan je man
- Keizer ft. Spanker - Niets op mij
- Keizer ft. Gio - Hoe ze loopt
- Keizer ft. Mr Polska & Je Broer - Wie ben jij
- Keizer - Karma is een bitch
- Keizer ft. Broertje - Money Cash Fame
- Keizer - Nooit Vergeten
- Keizer ft. Ibra - Ik heb je